# یوری کوندراتیوک
یوری واسیلیویچ کوندراتیوک (به انگلیسی: Yuriy Vasilievich Kondratyuk) با نام واقعی الکساندر یگناتیویچ شارگی (به انگلیسی: Aleksandr Ignatyevich Shargei اوکراینی: Олександр Гнатович Шаргей، Oleksandr Hnatovych Sharhei)؛ (۲۱ ژوئن ۱۸۹۷ – فوریه ۱۹۴۲) یک نظامی، مهندس و ریاضیدان اهل اوکراین بود. او ۵۰ سال قبل از سفر به ماه، راه‌های رسیدن به ماه و محاسبه بهترین وسیله برای دستیابی به یک فرود کامل در ماه را پیش‌بینی کرد.

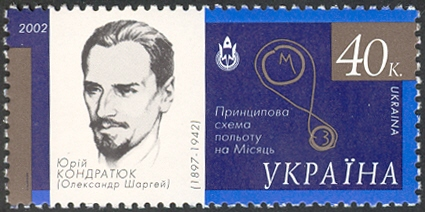
تمبر یادبود یوری کوندراتیوک، اوکراین ۲۰۰۲

یوری کوندراتیوک از پیشگامان فضانوردی و سفر به فضا بود و با نظریه‌پردازی‌ها و رویاپردازهایش نظریه‌ای را در اوایل قرن بیستم توسعه داد که با نام ملاقات با مدار ماه (LOR) شناخته می‌شود و به یکی از مفاهیم کلیدی برای فرود و بازگشت پروازهای فضایی به کره ماه تبدیل شد. بعدها این نظریه برای طرح‌ریزی واقعی پروازهای فضایی انسان به ماه مورد استفاده قرار گرفت. این نظریه بسیاری از جنبه‌های دیگر پروازهای فضایی و اکتشافات فضایی را تحت پوشش قرار می‌دهد. نظریه او براساس عملکرد گرانشی تیرکمان بچه‌گانه برای سرعت بخشیدن به یک فضاپیما شکل گرفته بود که امروز به عنوان «مسیر کوندراتیوک» شناخته شده است، در نهایت این نظریه توسط مهندسان آمریکایی در برنامه‌ریزی آپولو برای سفر به ماه به تصویب رسید.
یوری کوندراتیوک در شرایط دشوار جنگی و با تحمل آزار و اذیت مکرر مقامات حکومتی و بیماری‌های جدی اکتشافات علمی خود را به ثمر رساند.
کوندراتیوک پس از انقلاب روسیه و شناخته شدن در مجامع علمی در واقع با سرقت هویت روبرو شده‌است. در آن زمان نظریه توسعه یوری کوندراتیوک در سفر به فضا «پوچ» و بی‌ارزش در نظر گرفته شد و توسط دولت حاکم با منع روبرو گردید. به همین دلیل او کارش - و بسیاری موارد خودش - را مخفی نگاه می‌داشت.
خوشبختانه تاریخ با میراث او مهربان بود و امروز یوری کوندراتیوک به عنوان پیشگام اولیه اکتشاف فضا در نظر گرفته می‌شود.